# Brompton Bicycle
Brompton Bicycle este un producător de biciclete cu sediul în Brentford, Londra. Produsele de bază ale firmei sunt bicicletele pliabile și accesoriile pentru acestea.